# Texte argumentatif
 (mai 2021).
- Si vous ne connaissez pas le sujet, laissez ce bandeau (vous pouvez alors contacter les auteurs).
- Si vous supprimez le contenu mis en cause (vous pouvez préalablement contacter les auteurs),

argumentez précisément cette suppression dans la page de discussion
(un manque de référence n'est pas un argument ; une recherche réelle de référence doit avoir été effectuée, être formellement documentée).
 (septembre 2024).
La mise en forme du texte ne suit pas les recommandations de Wikipédia : il faut le « wikifier ».
Les points d'amélioration suivants sont les cas les plus fréquents. Le détail des points à revoir est peut-être précisé sur la page de discussion.
- Les titres sont pré-formatés par le logiciel. Ils ne sont ni en capitales, ni en gras.
- Le texte ne doit pas être écrit en capitales (les noms de famille non plus), ni en gras, ni en italique, ni en « petit »…
- Le gras n'est utilisé que pour surligner le titre de l'article dans l'introduction, une seule fois.
- L'italique est rarement utilisé : mots en langue étrangère, titres d'œuvres, noms de bateaux, etc.
- Les citations ne sont pas en italique mais en corps de texte normal. Elles sont entourées par des guillemets français : « et ».
- Les listes à puces sont à éviter, des paragraphes rédigés étant largement préférés. Les tableaux sont à réserver à la présentation de données structurées (résultats, etc.).
- Les appels de note de bas de page (petits chiffres en exposant, introduits par l'outil «  Source ») sont à placer entre la fin de phrase et le point final[comme ça].
- Les liens internes (vers d'autres articles de Wikipédia) sont à choisir avec parcimonie. Créez des liens vers des articles approfondissant le sujet. Les termes génériques sans rapport avec le sujet sont à éviter, ainsi que les répétitions de liens vers un même terme.
- Les liens externes sont à placer uniquement dans une section « Liens externes », à la fin de l'article. Ces liens sont à choisir avec parcimonie suivant les règles définies. Si un lien sert de source à l'article, son insertion dans le texte est à faire par les notes de bas de page.
- La présentation des références doit suivre les conventions bibliographiques. Il est recommandé d'utiliser les modèles {{Ouvrage}}, {{Chapitre}}, {{Article}}, {{Lien web}} et/ou {{Bibliographie}}. Le mode d'édition visuel peut mettre en forme automatiquement les références.
- Insérer une infobox (cadre d'informations à droite) n'est pas obligatoire pour parachever la mise en page.

Pour une aide détaillée, merci de consulter Aide:Wikification.
Si vous pensez que ces points ont été résolus, vous pouvez retirer ce bandeau et améliorer la mise en forme d'un autre article.
L'objectif principal du texte argumentatif est de soutenir la thèse formulée par l'auteur à travers l'exposition cohérente et logique de justifications ou de raisons, qui visent à persuader ou convaincre le lecteur d'un point de vue prédéterminé
L'argumentaire fait référence à l'exposé d'un ensemble de raisons avec le propos de démontrer ou justifier une chose. En conséquence, l'argumentaire n'a l'habitude de pas se donner en état pur et il a l'habitude de se combiner avec l'exposé. Tant que l'exposé se limite à montrer, l'argumentaire essaie démontrer, persuader, convaincre ou changer des idées. C'est pour cela que, dans un texte argumentatif, outre la fonction appellative présente dans le développement des déclarations, ce que nous enseigne il apparaît la fonction représentative, dans la part dans laquelle s'expose la thèse.
Un large éventail de textes,en particulier les essais scientifiques, philosophiques, littéraires, dans la production politique et judiciaire,les textes d'opinion journalistique et certains messages publicitaires, peuvent être considérés comme des textes argumentatifs.Dans la langue orale, en plus d'apparaître fréquemment dans les conversations quotidiennes (bien que rarement), c'est la forme dominante dans les débats, colloques ou tables rondes.
Les textes argumentatifs sont ceux où l'intention communicative prioritaire de l'émetteur est d'offrir la vision subjective de l'auteur sur un certain sujet. Bien que se disputer est, par définition, une procédure persuasive. En dehors de toutes les informations qui peuvent être fournies à travers ces textes (ce qui implique qu'il y a presque toujours aussi du texte explicatif / d'exposition), il y a implicitement en eux l'intention de convaincre le destinataire de ce qui est exposé plusieurs choses importantes.
Un argument est l'expression orale ou écrite d'un raisonnement ou d'une idée au moyen de laquelle une tentative est faite pour prouver, réfuter ou même justifier une proposition ou une thèse spécifique en fonction de son utilisation prévue.

## Structure du texte argumentatif
Le texte argumentatif est formé par trois parties importantes pour se conformer: 
- Une première thèse, où l'idée fondamentale à défendre doit être clairement formulée. Il est très important que la thèse soit correctement formulée, car c'est le noyau autour duquel s'articule l'argumentation que nous allons développer
- Un développement de l'intrigue, où les problèmes et les justifications sont exposés où vous pouvez inclure des citations textuelles qui serviront à défendre l'idée fondamentale.
- Un constat ou synthèse qui   conduira à la clôture du texte argumentatif. C'est la dernière partie de notre argumentation[2]. Il regroupe un argument logique précédemment obtenu à partir de l'argumentation préexistante. Il est de vitale importance que cette fin soit cohérente avec tout le fait valoir exposé antérieurement[3].

Comme nous l'avons souligné précédemment, il se peut que l'une de ces parties soit absente. Pour cette raison, il est important de noter que le texte explicatif et argumentatif fonctionnent ensemble dans le cas de l'argumentation. Puisqu'une idée ne peut être défendue sans avoir été préalablement exposée.
Le premier type d'argument avancé en défense d'une thèse est sa base. La base est l'argument qui soutient la possibilité de la thèse et qui répond à la question pourquoi?, Posée immédiatement après la thèse. La,garantie, une information ou une information qui soutient ce lien est liée à la thèse et à la base. La garantie repose sur un avenant, un principe ou des données documentées compris comme facilement acceptables par tous ...

## Types d'arguments
- Raisonnement logique : il consiste à argumenter quelque chose sur les règles de la logique et parler clairement pour que le récepteur comprenne parfaitement ce qu'il dit.

Exemple : Maria est allée manger au restaurant près de chez elle et elle a eu la diarrhée. Pedro est allé manger au restaurant près de la maison de Maria et il a eu la diarrhée. Jaime est allé manger au restaurant près de la maison de Maria et il a eu la diarrhée. Par conséquent, le restaurant qui se trouve près de la maison de Maria provoque des infections d'estomac. Thèse : Maria est allée manger au restaurant près de chez elle et elle a eu la diarrhée.
- Raisonnement par analogie : il s'établit une ressemblance entre deux concepts, êtres ou choses différentes. Il se déduit que ce qui est valable pour l'un est valable pour l'autre.

Exemple : Maria et Diego sont des élèves ayant des capacités similaires. Maria obtient de faibles notes de toutes sortes. Thèse : Diego obtient également de faibles notes.
- Raisonnement par généralisation : à partir de plusieurs cas similaires, il se génère une thèse commune, qui est appliquée à un nouveau cas du même type.

Exemple : César Vallejo, Cyrus Alegria et Mario Vargas Llosa sont d'excellents écrivains. Ils sont tous péruviens.
Thèse: Les écrivains péruviens sont excellents.
- Raisonnement par des signes ou symptomatique: ils s'utilisent des indices ou des signaux pour établir l'existence d'un phénomène.

Exemple : Catalina ne s'intéresse plus aux fêtes, elle passe beaucoup de temps à parler à Pablo, lit de nombreux romans d'amour. Thèse: Catalina est amoureuse de Pablo
- Raisonnement par cause: un lien causal entre deux faits qui soutiennent la thèse.

Exemple : la viande de baleine est très convoitée. Les baleines ont été chassées sans discrimination et, malgré l'existence de lois de protection, elles sont toujours chassées. Thèse : Les baleines sont en danger d'extinction.

## Arguments émotifs-affectifs
Il aborde les sentiments du public, en particulier ses doutes, ses désirs et ses peurs afin de bouger et de provoquer une réaction de sympathie ou de rejet.
- Usage du critère d'autorité : il se réfère à l'avis d'experts sur le sujet ou de personnalités établies pour étayer la thèse .
- Arguments par le concret : ils sont utilisés dans des exemples familiers aux auditeurs parce qu'il leur affecte directement.
- Confiance de l'émetteur : il se fait appel à la confiance qu'inspire le même émetteur et à la crédibilité que se à lui doit.
- Argument slogan : c'est une phrase qui invite à l'action,généralement  pour acheter un produit ou service.
- Ressources de renommée : il correspond à l'utilisation de l'image publique ou  du mot d'un personnage bien valorisé par la société.
- Fétichisme De masses : il est basé sur l'idée de que la majorité choisit la bonne chose ou  a  raison.
- La nomination d'autorité : c'est la ressource à partir laquelle les mots d'un autre qui est généralement compris ou compétent dans le sujet du texte sont introduits dans le texte. Ils sont généralement placés entre guillemets.
- Citation à l'hypothèse : ces mots seraient réfutés ou contrés plus tard.
- Exemplification : c'est  la ressource à partir de laquelle un cas concret et spécifique est donné sur le sujet traité dans le texte avec l'objectif.
- Généralisation :c'est la ressource à partir de laquelle elle est parlée de manière globale par rapport à une certaine caractéristique.
- L'énumération : c'est la ressource par laquelle divers faits, adjectifs, noms, entre autres, sont donnés pour être énumérés.
- Opposition : c'est la ressource par laquelle deux ou plusieurs antonymes s'opposent.
- Argumentatif / rhétorique : Semblable à l'opposition, c'est la ressource par laquelle deux synonymes se différencient.
- Reformulation[4] : Il se revient à expliquer l'idée en utilisant autres mots.

1. L'argument analogique: il est celui-là qu'il établit parallèles entre ce qui est argumenté  et un autre fait, une forme de clarification  qui facilite sa compréhension par les destinataires. Ce type d'argument est basé sur la relation de similitude entre deux faits.
2. L'argument à travers des exemples : des cas particuliers tels que des anecdotes, des histoires, des métaphores, des citations littéraires, entre autres. Ils sont utilisés pour extraire une règle générale.
3. L'argument d'autorité: il se fonde sur l'opinion d'une personne de  prestige reconnu . Il existe plusieurs manières d'exprimer des arguments d'autorité, directement (lorsque la personne citée traitait précisément de ce sujet) ou indirectement ou par analogie (l'opinion utilisée ne correspond pas exactement au sujet abordé, mais soutient le problème que nous avons soulevé).
4. L'argument de présomption: il soutient des idées liées au principe de vraisemblance.
5. L'argument de probabilités: il supporte des données statistiques ou le calcul de probabilités, et son importance vient d'être supporté sur des bases réelles (caractère empirique de l'argument).
6. L'argument émotif-affectif: il aborde les sentiments du public, en particulier ses doutes, ses désirs et ses peurs afin de bouger et de provoquer une réaction de sympathie ou de rejet.
7. Les arguments pour le concret: des exemples familiers aux auditeurs sont utilisés car ils les affectent directement.

- Légalisation du texte: une fois le travail terminé, il est nécessaire de le confier à un spécialiste afin qu'il puisse être légalisé et publié au public.

## Les marques qui soutiennent l'argumentaire
La langue utilise des ressources persuasives pour partager un certain point de vue avec l'interlocuteur. Ils sont un support à la structure interne de l'argument.
- Désignations: principalement des expressions de fond qui expriment clairement un point de vue. Évaluations.